# 18 Monocerotis
18 Monocerotis è una stella gigante arancione di magnitudine 4,48 situata nella costellazione dell'Unicorno. Dista 373 anni luce dal sistema solare.

## Osservazione
Si tratta di una stella situata nell'emisfero celeste boreale, ma molto in prossimità dell'equatore celeste; ciò comporta che possa essere osservata da tutte le regioni abitate della Terra senza alcuna difficoltà e che sia invisibile soltanto nelle aree più interne del continente antartico. Nell'emisfero nord invece appare circumpolare solo molto oltre il circolo polare artico. La sua magnitudine pari a 4,5 fa sì che possa essere scorta solo con un cielo sufficientemente libero dagli effetti dell'inquinamento luminoso.
Il periodo migliore per la sua osservazione nel cielo serale ricade nei mesi compresi fra dicembre e maggio; da entrambi gli emisferi il periodo di visibilità rimane indicativamente lo stesso, grazie alla posizione della stella non lontana dall'equatore celeste.

## Caratteristiche fisiche
La stella è una gigante arancione, indicata come binaria spettroscopica con un periodo orbitale di 4,82 anni. La compagna è poco conosciuta, l'orbita ha un'alta eccentricità orbitale (e=0,40), e il semiasse maggiore è di circa 0,76 UA.